# تاريخ الانتحار
تضم قائمة المشاهير الذين أنهوا حياتهم كل من بوديكا وبروتوس وماركوس أنطونيوس وكليوباترا السابعة ملكة مصر ويهوذا الإسخريوطي وحنبعل ونيرون وفيرجينيا وولف وصادق هدايت وسيغموند فرويد وأدولف هتلر وإيفا براون وإرنست همينغوي وسيلفيا بلاث ومارينا تسفيتايفا ويوكيو ميشيما وهانتر طومسون وكيرت كوبين ولودفيغ بولتزمان وإين كورتيس وفينسنت فان غوخ.

## الكلاسيكي القديم
كان العصر الجاهلي، كل من الروماني والإغريقي، في العموم يتخذ موقفًا متراخيًا تجاه مفهوم الانتحار، هذا السلوك الذي لم يتم تجريمه إلا مع انتشار المسيحيين الذين أدانوا هذا الفعل في مجلس آرل عام 452 باعتباره عملاً من فعل الشيطان. في العصور الوسطى، استغرقت الكنيسة وقتًا طويلاً في مناقشات شديدة الحساسية عما إذا كان السعي وراء الشهادة يعد انتحارًا، مثلما هو الحال مع شهداء قرطبة. ورغم هذه الخلافات والأحكام الرسمية العارضة، لم تستقر العقيدة الكاثوليكية استقرارًا تامًا حول مسألة الانتحار حتى نهاية القرن السابع عشر. فعلى سبيل المثال، فسر البعض كتاب جون دون بعنوان أفكار عن المناسبات الطارئة على أنه جدال طويل لتأييد الانتحار باعتباره فرصة مفروضة قدريًا.
لقد وجد بين المفكرين الإغريق القدماء بعض بوادر الكراهية المسيحية لهذا الفعل والتي ظهرت لاحقًا. فيثاغورس مثلاً كان يعارض هذا الفعل، رغم أن معارضته تقوم على أسس حسابية وليس أخلاقية، حيث كان يرى أن هناك رقمًا نهائيًا واحدًا لعدد الأرواح يمكن استخدامه في العالم، وأن هذا الرحيل المفاجئ وغير المتوقع لأحد تلك الأرواح يؤرق هذا التوازن الدقيق. أرسطو أدان أيضًا الانتحار رغم أن معارضته ترتكز إلى حد بعيد على أسباب عملية مختلفة قليلاً، حيث كان يرى أن الانتحار يسلب المجتمع الخدمات التي كان يقدمها أحد أفراده. عند قراءة محاورة فيدون نرى أن أفلاطون كان أيضًا معارضًا لهذا الفعل بنفس مقدار سماحه لـ سقراط بالدفاع عن تعاليم الأورفكية، فقد كان يرى أن جسد الإنسان ملك للآلهة، ومن ثم فإن إيذاء الذات يعد انتهاكًا مباشرًا للقانون الإلهي.
لم يكن الانتحار أبدًا في روما جريمة عامة في أحكام القانون رغم أن المنهج الكلي في هذه المسألة هو بالأساس منهج براجماتي. ويتضح هذا في المثال الذي قدمه تيتوس ليفيوس عن مستعمرة ماساليا (تسمى حاليًا مارسيليا)، حيث كان من يريد أن يقتل نفسه يتقدم فقط بطلب إلى مجلس الشيوخ، وإذا رأوا أن أسباب الانتحار معقولة، كانوا يقدمون له نبات الشوكران السام مجانًا. وكان الانتحار محرمًا في ثلاث حالات تحديدًا: المتهمون بجرائم كبرى عقوبتها الإعدام والمجندون والعبيد. وكان السبب وراء منع تلك الحالات الثلاث جميعًا واحدًا - ليس الانتحار اقتصاديًا بالنسبة لهؤلاء الأشخاص لكي يموتوا. فإذا أقدم المتهم على إزهاق روحه قبل المحاكمة والإدانة، تفقد الدولة حق مصادرة ممتلكاته، وهي ثغرة قانونية لم يسدها سوى الإمبراطور دوميتيان في القرن الأول الميلادي حينما أصدر مرسومًا يقضي بأن من يموت قبل المحاكمة ليس له ورثة قانونيون. وكان يتم التعامل مع انتحار الجنود على نفس أساس معاملة الفرار من الجندية. أما إذا أقدم عبد على إزهاق روحه في غضون ستة أشهر من شرائه، فيحق للسيد أن يطالب المالك السابق بإعادة ثمن الشراء كاملاً.
كان الرومانيون يوافقون كليًا على ما يسمى وفاة «الانتحار الوطني»، كبديلٍ عن العار. بينما كانت الفلسفة الرواقية، جماعة فلسفية نشأت في اليونان، ترى أن الموت هو الضمان للحرية الشخصية وسبيل للتخلص من الوجود الذي لا يحتمل. وكان هذا هو الحال مع كاتو الابن الذي قتل نفسه بعد خسارة قضية بومبيوس في معركة تابسوس. وكانت هذه الحالة حالة «موت فضيل» تقودها الحكمة والضمير. ولقد حذا سنكا حذوه رغم أن سنكا واجه ظروفًا أكثر إعسارًا. ولقد وضع الرومانيون خيطًا رفيعًا جدًا بين الانتحار الفضيل وبين الانتحار لأسباب شخصية تمامًا. فلقد نبذوا ماركوس أنطونيوس ليس لأنه أزهق روحه، ولكن لأنه فعل ذلك من أجل الحب.

## العسكرية
في العصور القديمة، كان الانتحار يتم أحيانًا عقب الهزيمة في الحرب لتجنب الأسر وما قد يستتبعه من تعذيب أو تشويه أو استرقاق لدى العدو. فعلى سبيل المثال، انتحر بروتس وكاسيوس، اللذان اغتالا يوليوس قيصر، بعد هزيمتهما في معركة فيليبي. ولقد مات اليهودالمتمردون في عملية انتحار جماعي في مسادا عام74 ميلاديًا بدلاً من التعرض للاسترقاق على يد الرومان.
في أثناء الحرب العالمية الثانية كانت الوحدات اليابانية تقاتل غالبًا حتى آخر رجل فيها بدلاً من الاستسلام. ومع اقتراب نهاية الحرب، أرسلت البحرية اليابانية طياري الكاميكازي لمهاجمة سفن الحلفاء. وتعكس تلك التكتيكات تأثير ثقافة محارب الساموراي حيث كان يلزم تنفيذ الهارا كيري (قطع الأحشاء) بعد فقد الشرف. ويعتقد أيضًا أن اليابانيين قد عاملوا أسرى الحرب من الحلفاء معاملة قاسية، لأنه وفقًا للمنظور الياباني، فإن التسليم بدلاً من المقاتلة حتى آخر رجل يجعل هؤلاء الجنود ليسوا أهلاً للمعاملة الشريفة. وفي الواقع، قامت وحدة يابانية في سنغافورة بالحكم على وحدة تفجير أسترالية بالإعدام إعجابًا بشجاعتهم.
استخدمت العمليات التفجيرية استخدامًا واسع النطاق على يد المحاربين الإسلاميين. ورغم أن فعل الانتحار محرم تحريمًا صارمًا في الشريعة الإسلامية، فإن علماء الدين المسلمين الذين ينظمون تلك الهجمات لا يعتبرونها عمليات انتحارية، بل عمليات استشهادية. ويقول علماء الدين أن الفارق بينها وبين الانتحار أنه في الانتحار يقتل الشخص نفسه من اليأس، بينما في العملية الاستشهادية يقتل الشخص نفسه كفعل طاهر.
يحمل الجواسيس دبابيس انتحار لاستخدامها عند القبض عليهم، ويرجع هذا من ناحية إلى تجنب مأساة الأسر، ويرجع أيضًا إلى تجنب إجبارهم على إفشاء الأسرار. ومن أجل هذا السبب الأخير، قد تصدر أوامر للجواسيس بأن يقتلوا أنفسهم عند القبض عليهم - فعلى سبيل المثال كان جاري باورز يحمل دبوس انتحار ولكنه لم يستخدمه عند إلقاء القبض عليه.

## الاحتجاج الاجتماعي
في الستينيات من القرن العشرين، اكتسب الرهبان البوذيون، أبرزهم تتش كوان دك، في جنوب فيتنام احترام الغرب جراء احتجاجاتهم ضد الرئيس نغو دينه ديم بأن حرقوا أنفسهم موتًا. ولقد تم تسجيل أحداث مشابهة في أوروبا الشرقية، مثلما فعل جان بلاكس عقب اجتياح حلف وارسو لتشيكوسلوفاكيا. وفي عام 1970 قام طالب الجيولوجيا كوستاس جيورجاكيس بحرق نفسه موتًا في جنوة في إيطاليًا احتجاجًا على المجلس العسكري اليوناني.
في أثناء الثورة الثقافية في الصين (1966-1976)، ذكر أن العديد من الرموز الشهيرة، لا سيما المفكرين والكتاب، قد أقدموا على الانتحار، وكان السبب العام هو الفرار من الإعدام لا سيما على يد الحرس الأحمر. ويرى العديد من المراقبين أن بعض، أو قد يكون الكثير، من تلك الحالات المذكورة لم تكن طوعية بل جاءت نتيجة سوء المعاملة. ومن حالات الانتحار المذكورة لاو شي، وهو أحد أفضل الكتاب الصينين في القرن العشرين، والصحفي فان تشانجيانج.